# Requiem (Bathory)
Requiem  è il settimo album in studio del gruppo musicale black metal svedese Bathory, pubblicato nel 1994 dalla Black Mark.

## Il disco
Con questo album la band si avvicina allo stile thrash metal che aveva influenzato i primi album.

## Tracce
1. Requiem – 5:00
2. Crosstitution – 3:16
3. Necroticus – 3:19
4. War Machine – 3:18
5. Blood and Soil – 3:34
6. Pax Vobiscum – 4:13
7. Suffocate – 3:36
8. Distinguish to Kill – 3:16
9. Apocalypse – 3:49

## Formazione
- Quorthon - chitarra e voce, basso, drum machine